# Cheumatopsyche flavosulphurea
Cheumatopsyche flavosulphurea är en nattsländeart som beskrevs av Wolfram Mey 1998. Cheumatopsyche flavosulphurea ingår i släktet Cheumatopsyche och familjen ryssjenattsländor. Inga underarter finns listade i Catalogue of Life.